# Соколина Гора (станція МЦК)
Соколина Гора (рос. Соколиная Гора) — пасажирська платформа Московської залізниці, що є зупинним пунктом міського електропоїзда — Московського центрального кільця. У рамках транспортної системи Московського центрального кільця позначено як «станція», хоча фактично власне не є залізничною станцією через відсутність колійного розвитку. Відкриття відбулося 11 жовтня 2016 року. На станції встановлено тактильне покриття.

## Розташування і виходи
Розташовано між платформами «Ізмайлово» і «Шосе Ентузіастів». Платформи побудовані у неглибокій виїмці, вестибюль суміщений з пішохідним шляхопроводом, побудований в 2011 році. Виходи — на Окружний проїзд, і у центральну частину Ізмайловського парку.
До 2011 року на місці пішохідного шляхопроводу через залізницю був автомобільний.